# Rebelião dos Negros
A Rebelião dos Negros, também conhecida como Guerra de 1912, foi um conflito armado em Cuba, ocorrendo principalmente na região oriental da ilha, de 20 de maio de 1912 a 18 de julho de 1912. O conflito envolveu o massacre generalizado de afro-cubanos pelo exército cubano, e uma intervenção militar dos Estados Unidos. Tanto o massacre como a presença de tropas norte-americanas reprimiu a violência de modo que os distúrbios e a ocupação terminaram depois de apenas algumas semanas. 

## Antecedentes
O Partido Independiente de Color desempenhou um papel central no conflito. Sob a liderança de Evaristo Estenoz, o partido rapidamente ganhou o apoio de um grande número afro-cubanos insatisfeitos com o presidente José Miguel Gómez. As condições em Cuba eram ruins para os negros, a maioria dos quais eram empregados na indústria da cana de açúcar. Estenoz liderou um movimento para melhorar essas condições, primeiramente iniciando a mal sucedida Guerra de 1895. Em 1912, o Partido Independiente de Color se reagrupou para encenar outra rebelião armada. No início de 1912, os incidentes em Cuba apresentaram sinais de inquietação entre os negros de modo que o governo estadunidense enviou um destacamento de 688 policiais e fuzileiros alistados a Base Naval da Baía de Guantánamo. A força, que esteve sob o comando do Major George C. Thorpe e seria originalmente destinada a ser utilizada contra os rebeldes no México, chegou à Baía de Guantánamo em 13 de março. Enquanto isso, Estenoz e seus seguidores estavam se preparando para a guerra. Apesar de estarem levemente armados, os rebeldes numerados em várias centenas de homens, principalmente de camponeses.

## Rebelião
Em 20 de maio, Estenoz e seus homens enfrentaram o exército cubano. Combates ocorreram principalmente na província de Oriente, embora houvesse também alguns surtos menores de violência no oeste, especialmente na província de Las Villas. Inicialmente, os rebeldes tiveram sucesso em envolver as forças cubanas, que incluíam soldados e milícias; assim, em 23 de maio, o presidente Gomez pediu ajuda ao presidente dos Estados Unidos William H. Taft, que aprovou a ideia, conforme a Emenda Platt.
Depois de receber instruções, a maior parte da frota dirigiu-se para Guantánamo, chegando em 7 de junho, enquanto um batalhão desembarcou em Havana em 10 de junho. Dos 1.292 homens que desembarcaram em Guantánamo, apenas um batalhão seria implantado, o coronel Lincoln Karmany assumiu o comando de todas as tropas ativas. Juntas, as forças norte-americanas em Cuba totalizaram 2.789 oficiais e soldados e foram organizadas na 1ª Brigada Provisória da Marinha, cerca de metade das quais foram enviadas para ocupar várias cidades no leste de Cuba, o resto permaneceu na base naval. Em junho, Estenoz foi perdendo rapidamente o controle de seu território para as forças armadas de Cuba, que foi dispersando grandes grupos de rebeldes, bem como inocentes. As forças rebeldes contavam com pelo menos 3.000 homens, mas em junho houve uma saída estimada de 1.800, tendo o restante sido mortos. Os marines foram designados para proteger as propriedades estadunidenses com plantações de cana de açúcar e suas propriedades associadas, bem como as minas de cobre, ferrovias e trens. O afro-cubanos atacaram os marines apenas uma vez em El Cuero, mas foram repelidos sem baixas para ambos os lados. O presidente Gomez ofereceu anistia a qualquer rebelde que se rendesse até 22 de junho, porém Estenoz se recusou e continuou a lutar com alguns cem homens. A maioria dos rebeldes se renderam, todavia até o final de junho, a maioria havia retornado para suas casas. O momento decisivo da guerra foi quando Estenoz foi morto pelas forças do governo em Miraca em 27 de junho.

## Vitória do governo
A morte de Estenoz resultou no desmoronamento do exército rebelde em pequenas facções que foram todas finalmente derrotadas. A mais importante foi a de Pedro Ivonet, que conduziu seus homens para as montanhas para travar uma guerra de guerrilha, no entanto, ele foi expulso em meados de julho. Logo após a rendição de Pedro, Gomez anunciou que os marines estadunidenses não eram mais necessários, assim começaram a se retirar, primeiro para a base naval de Guantánamo, em seguida, às estações nos Estados Unidos. Os últimos marines a sair de Cuba embarcaram no USS Prairie em 2 de agosto e para Nova Inglaterra. Para os afro-cubanos, eles tiveram entre 3.000 a 6.000 mortos, tanto de combatentes quanto de não-combatentes, e os resultados da revolta foram desastrosos, as condições em Cuba em grande parte permaneceram a mesma após 1912, com exceção do Partido Independiente de Color, que foi dissolvido.